# صورة نوعية
الصورة النوعية جوهر بسيط لا يتم وجوده بالفعل دون وجود ما حل فيه.